# Cea mai lungă noapte
Cea mai lungă noapte (în bulgară Най-дългата нощ, transliterat: Nai-dilgata noșt) este un film bulgăresc din 1967 regizat de Vălo Radev după un scenariu de Veselin Branev. În rolurile principale au jucat actorii Ivan Bratanov, Gheorghi Kaloiancev și Victor Rebengiuc. A primit premii ca Trandafirul de aur (Златна роза) la Varna în 1967 sau Diploma de onoare la Edinburgh în 1967. Un pilot militar străin apare într-un tren de noapte cu călători bulgari...

## Prezentare
Acțiunea are loc în timpul celui de-al doilea război mondial în toamna anului 1943. În mod neașteptat, într-un compartiment al unui tren de noapte spre Sofia, un fugar - captiv britanic - apare printre pasageri. Solidaritatea umană este mai puternică decât frica și toți fac orice este posibil pentru a-l salva.

## Distribuție
- Victor Rebengiuc	...	prizonier de război
- Nevena Kokanova	...	femeia doctor
- Gheorghi Kaloiancev	...	Juggler
- Ivan Bratanov	...	bătrânul
- Vasil Vacev	...	tatăl
- Oleg Kovacev	...	fiul
- Gheorghi Gheorghiev-Getz	...	străinul
- Maya Dragomanska	...	prietena studentului
- Rousy Chanev	...	studentul
- Petar Slabakov	...	maiorul
- Georgi Rusev	...	polițistul
- Vladimir Davcev	...	nefumătorul
- Andrey Avramov	...	agentul chipeș
- Harry Anicikin	...	pilot englez (ca Hary Anichkin)
- Gerasim Mladenov	...	preotul

## Legături externe
- Cea mai lungă noapte la Internet Movie Database